# Farvel uden tak
|  | Denne artikel er oprettet af botten Steenthbot ud fra en ekstern database. Den kan derfor have sproglige fejl eller mangler. Denne skabelon kan fjernes efter kontrol af indholdet. |

Farvel uden tak er en dansk dokumentarfilm fra 2023 instrueret af Carina Randløv.

## Handling
Vi har alle brug for at blive set. Anerkendelse og bekræftelse, fra familie, venner men især måske fra en arbejdsplads og kolleger giver os identitet, og får os til at mærke, at vi betyder noget.
I filmen tager instruktøren Carina Randløv publikum og sin modvillige far med på en rejse mod og ind i arbejdslivets ophør. Med særligt fokus på ham og andre der ikke fik en ordentlig afsked med arbejdslivet, inviterer filmen os ind i et stiliseret univers hvor den nye hverdag som pensionist sættes på pause og refleksionerne får frit løb.

## Medvirkende
- Carsten Randløv
- Annette Randløv
- Kathleen Gutierrez Gonzalez
- Ali Baysal
- Birgit Munck
- Morten Buch Petersen
- Minna Olesen
- Hans Gormsen
- Helle Braa
- Harry Nielsen
- Jytte Olsen
- Anker Olsen
- Maiili Gulmark Gonzalez
- Özlem Cekic
- Annette Brønnum Nystrup
- Pauli Jensen
- Peter Skov-Jakobsen